# Sternotherus odoratus
Sternotherus odoratus Latreille, 1801 è una tartaruga aquatica della famiglia Kinosternidae.

## Etimologia
Sternotherus dal greco antico στέρνον (stèrnon, petto) e θαιρός (thairòs, cerniera), in riferimento al piastrone unito al carapace; e odoratus (odoroso), dal latino, per il forte odore prodotto dalle ghiandole.
L'appellativo "tartaruga del muschio", dato alle specie del genere Sternotherus, fa riferimento alla capacità di secernere una sostanza muschiata da due paia di ghiandole.

## Descrizione
Raggiunge solitamente una lunghezza di circa 13 cm per le femmine, e 10 cm per i maschi.
Il carapace è rigido, ovale, di colore grigio/nero e ricoperto da linee e punti irregolari.
Il piastrone, molto piccolo, è stretto posteriormente.
Ai lati della testa, robusta e appuntita, sono presenti due strisce di colore beige.

## Distribuzione e habitat
Tartaruga nativa del Canada e degli Stati Uniti, il suo areale è compreso fra il sud dell'Ontario, la costa est della Florida, l'ovest del Wisconsin e il Texas
Predilige acque poco profonde e tranquille con fondale fangoso. È molto comune in zone paludose.

## Biologia
Tartaruga tendenzialmente acquatica, si sposta camminando sul fondo di fiumi, laghi o stagni. Ogni tanto effettua piccole nuotate, ma preferisce stare sul fondo. Ama soffermarsi al sole su appigli di tronchi galleggianti e zone emerse, per scaldarsi e metabolizzare il calcio e la vitamina D3. È una specie carnivora, si alimenta di pesce d’acqua dolce, di insetti come grilli, cavallette, larve di insetti, gamberi e molluschi, talvolta si ciba  anche di piante galleggianti.

## Alimentazione
Tartaruga carnivora, si nutre principalmente di molluschi ed insetti acquatici ma non disdegna gamberi, vongole, lombrichi, uova, pesci, girini e rane.

## Terrariofilia
Specie particolarmente apprezzata dagli appassionati per le dimensioni contenute del carapace da adulta. Facilmente gestibile in acquario e in laghetto esterno per tutto l'anno. In cattività può essere nutrita con alimenti di origine animale come: latterini, salmone, persico, lombrichi, tarme della farina e pellet dedicato. Di tanto in tanto è possibile fornirgli alimenti di origine vegetale come tarassaco e radicchio, anche se tendenzialmente non vengono apprezzati. 
Questa specie tende all'obesità in cattività. L'inserimento di una zona emersa facilmente accessibile è essenziale.
Da anni a causa delle temperature di incubazione delle uova i maschi di questa specie sono difficili da reperire in commercio. Dal 2023 le Sternotherus odoratus rientrano nella convenzione CITES in allegato B.  

## Galleria d'immagini

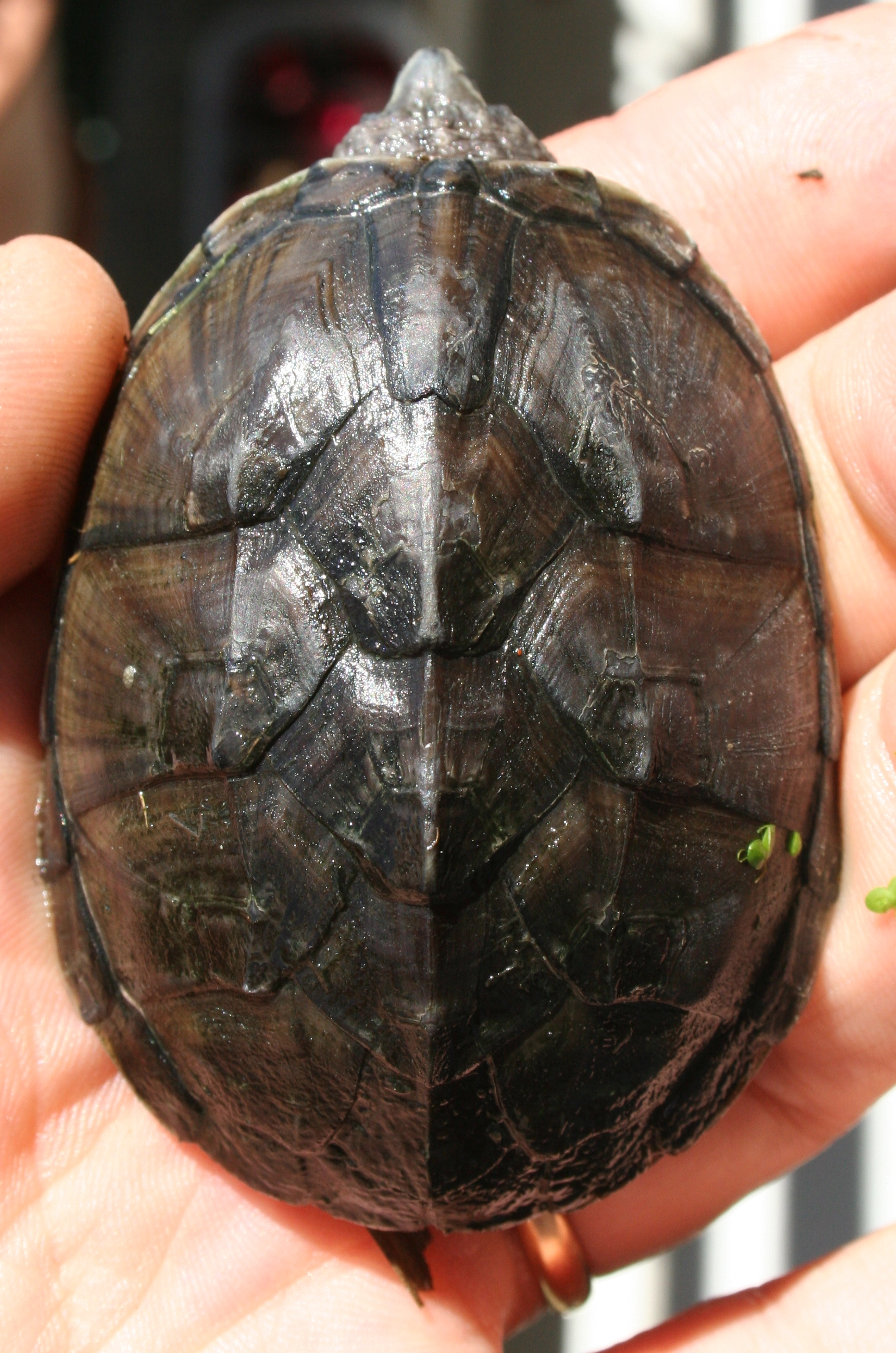
Carapace Sternotherus odoratus sub adulta.
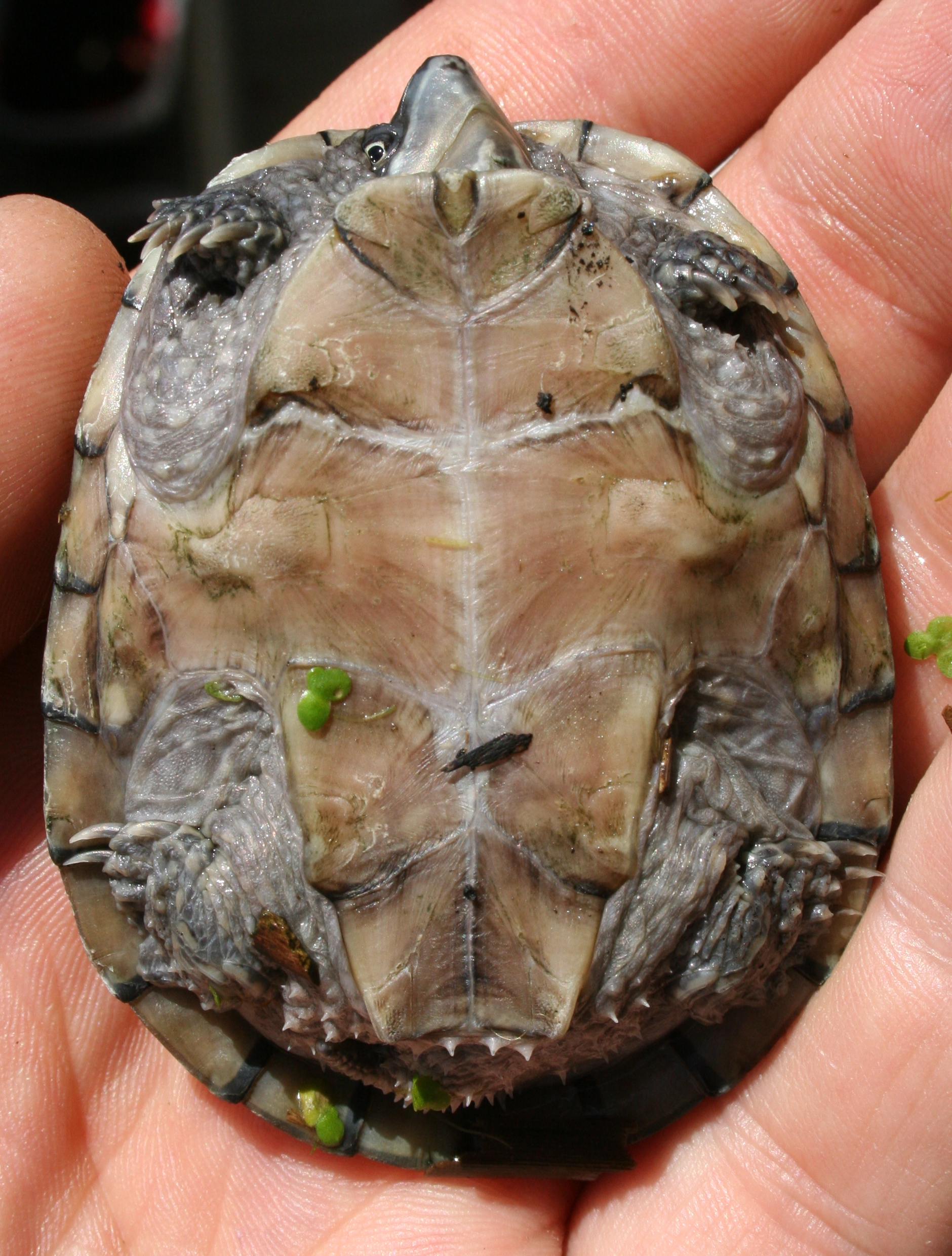
Piastrone Sternotherus odoratus sub adulta.
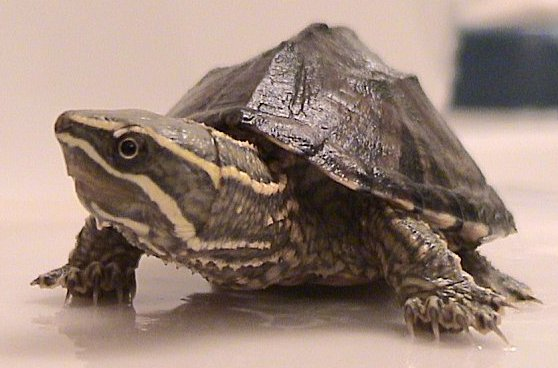
Esemplare giovane.